# 엠티맨
《엠티맨》(영어: The Empty Man)은 미국, 남아프리카 공화국, 프랑스에서 제작한 데이비드 프라이어 감독의 2020년 초자연 공포 영화이다. 제임스 배지 데일, 마린 아일랜드 등이 출연하였다. 붐! 스튜디오스가 발매한 컬런 번과 버네사 R. 델레이의 동명의 그래픽 노블 《The Empty Man》(2014)에 기반했다.
2017년 8월 처음 촬영되었다가 2020년 10월 23일 미국에서 20세기 스튜디오에 의해 극장 개봉되었으나 20세기 폭스로 실수로 이름이 변경되는 일이 있었다. 개봉 당시 비평가들과 관중들로부터 부정적인 평가를 받았다.

## 출연
- 제임스 배지 데일 - 제임스 러솜브라 역[1]
- 마린 아일랜드 - 노라 퀘일 역
- 스티븐 루트 - 아서 파슨스 역
- 론 캐나다 - 빌리어스 형사 역
- 로버트 아라마요 - 개릿 역
- 조엘 코트니 - 브랜던 메이바움 역
- 사샤 프롤로바 - 어맨다 퀘일 역
- 에번 조니카이트 - 그레그 역
- 버지니아 컬 - 루시 역
- 서맨사 로건 - 더바라 월시 역
- 에런 풀 - 폴 역
- 오언 티그 - 덩컨 웨스트 역

## 기타 제작진
- 배역: 데니즈 셔메인
- 세트: 크레이그 레이스롭

## 원작 그래픽 노블 내용
발작적인 분노, 환각, 치매를 앓다가 사망, 혹은 텅 빈(empty) 상태의 긴장증에 이르게 되는 엠티맨(Empty Man)이란 병이 전국에 퍼진다.
그로부터 1년 뒤. 발병 원인은 아직도 규명되지 않았고 치료제도 없으며 컬트까지 형성된 상태다. FBI와 CDC는 병의 근원을 파헤치기 위해 해당 컬트를 공동 조사하기 시작한다.